# Самсон (герб)

Самсон (пол. Sampson, Samsun, Samson-Уатта) — шляхетський герб. Використовували його в основному сім'ї в Польщі і Помор'я, а також шляхетські роди Україні і Білорусі часів Речі Посполитої.

## Опис герба
Представлена реконструкція базується на малюнку з Гербової книги польських родів. Колір лева було відновлено на основі гербовника Насецького. Опис такої реконструкції звучить так: В синьому полі біблійний Самсон природних кольорів, роздирає руками пащу золотого лева.
Клейнод: золоте між блакитними три пера страуса.
Каспер Насецький представив Самсона крім у золотому вбранні із поставленою лівою ногою на тварині.
Йосип Шиманський подає Самсона в зеленому одязі до пояса з червоними смугами.

## Найбільш ранні згадки
Герб Самсон використав Євген з лицарського роду Самсонов-Ват, який в 1248—1251 роках згадується як перший відомий по імені каштелян Рогозненський[джерело?]. Найстаріший запис датується 1401 роком.

## Роди
Найбільш повний список гербовних родів створив Тадеуш Гайль в Гербовнику польському від середньовіччя до XX століття від 2007 року. Список містить 109 родів:
Barczewski, Barszczewski, Bartoszewicz, Belęcki, Bielicki, Blęcki, Blędzki, Błęcki, Błędzki, Bobowicki, Bodzanowski, Bolęcki, Borkowski, Bulewski, Bulowski, Bylewski, Bylęcki, Chalecki, Chobieński, Chwalkowski, Ciesielski, Dawlaszewicz, Dawleszewicz, Debrzeński, Drachowski, Dzierzyński, Dzierżyński, Eksner, Exner, Fabiszewski, Gaszyński, Głupoński, Gorzycki, Gościchowski, Grodzicki, Gromadzki, Groszkiewicz, Hejmowski, Heymowski, Jabłoński, Janulewicz, Jaromierski, Jaromirski, Karczewski, Kąkolewski, Knap, Kobacki, Kokalewski, Konopka, Kormanicki, Kormaniecki, Kosicki, Kosiński, Koszycki, Kraśnicki, Kubacki, Kulski, Kurczewski, Kuroczyc, Kuroczycki, Leński, Liński, Lutomski, Łajewski, Łojecki, Łojewski, Łubkowski, Łuczyński, Łupkowski, Makarewicz, Marzyński, Masilewicz, Maskowski, Masłowski, Masondowicz, Młyński, Mosondowicz, Moyrzym, Niemczycki, Niemierzycki, Olewiński, Otuski, Pakosławski, Piotrkowski, Płuksnia, Płuksnio, Proski, Rokalewski, Rosicki, Rosiński, Rożnowski, Rychłowski, Rychwalski, Rzeszotarzewski, Samsonowicz, Samsonowski, Samusewicz, Skrzydlewski, Skrzydłowski, Sprowski, Stawski, Toczełowski, Toczyłowski, Uchorowski, Wata, Watta, Wołotowski, Wygrożewski, Zakrzewski, Zawadzki.